# Otok (Ljubuški, BiH)
Otok je naseljeno mjesto u gradu Ljubuškom, Federacija BiH, BiH.

## Zemljopisni položaj i značajke
Naselje se nalazi između Proboja, Grabovnika, Graba, Veljaka i Vitine, okruženo poljima Vitinskim, Veljačkim i Berišem, rijekama Mladima (do Parila, dalje Prokopom), Vriošticom i mnogim kanalima (Modra matica, Voša). Prostire se na uzvisini od 76 do 95 m/nv, od istoka prema zapadu široko oko 2,2 km, a od sjevera prema jugu 1,2 km, ukupne površine od 2,4 km2. Glavna komunikacija Vitina - Grabovnik (od sjevera ka jugu) dijeli ga na Gornji Otok (zapadno) i Donji Otok (istočno). Postoji još i podjela na Pogledaču, Brig i Ljut.

## Stanovništvo

### Popisi 1971. – 1991.
| Otok               |              |              |              |
| godina popisa      | 1991.        | 1981.        | 1971.        |
| Hrvati             | 543 (98,90%) | 589 (98,49%) | 541 (99,63%) |
| Muslimani          | 0            | 0            | 0            |
| Srbi               | 0            | 1 (0,16%)    | 1 (0,18%)    |
| Jugoslaveni        | 1 (0,18%)    | 0            | 0            |
| ostali i nepoznato | 5 (0,91%)    | 8 (1,33%)    | 1 (0,18%)    |
| ukupno             | 549          | 598          | 543          |

### Popis 2013.
| Otok               |              |
| godina popisa      | 2013.        |
| Hrvati             | 588 (99,66%) |
| Srbi               | 1 (0,17%)    |
| Bošnjaci           | 0            |
| ostali i nepoznato | 1 (0,17%)    |
| ukupno             | 590          |

## Povijest
O životu u ranobrončanom i željeznom dobu ponajviše svjedoči Pod Gomila, gdje se nalazi mjesno igralište napravljeno na prapovijesnoj gomili čije je ostatke danas teško uočiti. Prigodom regulacije korita rijeke Mlade 1901. je pronađena garnitura brončanoga nakita iz prapovijesnoga doba koja se čuva u Zemaljskom muzeju u Sarajevu. Sastoji se od ogrlica, fibula, cjevčica, dugmadi i nakita za kosu, koje se tipološki mogu smjestiti u kraj brončanoga i početak željeznoga doba, oko 8. st. pr. Kr., a nakit za kosu oko 7. – 6. st. pr. Kr. Austrougarska vlast napravila je regulaciju korita rijeke Mlade, posebno u Otoku. Dio vode usmjeren je kanalom Parilo, a nizvodno je napravljen novi željezni most na kamenim upornjacima koji su Austrijanci nazvali Udice-Brücke po predjelu gdje je napravljen. Danas se taj obično naziva Džemujin ili Adžemujin most, (skr. od Hadžimujin).
Fra Petar Bakula u svojemu "Šematizmu" iz 1867. zabilježio je da Otok, kao filijala župe Veljaci, ima 28 kuća i 220 žitelja. Prema austrougarskim popisima u Otoku je 1895. bilo 272 žitelja u 52 kuće, svi katolici i zemljoradnici, ali od toga 140 kmetovi. U popisu 1910. broj stanovnika bio je 271. Poznato je i da se iz Otoka, uglavnom u prvoj polovici 20. st., iselilo u SAD, Kanadu i Argentinu 114 stanovnika.

## Zanimljivosti
- Carl Patsch je zabilježio podatak kako je u Otoku zadnjega jelena ustrijelio 1814. Mahmud aga Hadžialić. Navodi da su mu pokazali 1907. to mjesto u Otoku, koje je prozvano "Jelenova Glavica".[2]